# Un collier pour le diable
Un collier pour le diable est un roman historique de Juliette Benzoni paru en 1978. Il compose le second volet de la tétralogie Le Gerfaut des brumes.

## Personnages
- Gilles Goëlo
- Judith de Saint-Mélène
- Axel de Fersen